# Отрута (фільм)
«Отрута» — французький кінофільм Саша Гітрі з Мішелем Симоном в головній ролі.

## Сюжет
Сімейне життя Поля і Бландіни Браконьєр просто нестерпне. Поль намагається якомога менше бувати вдома, а, зустрічаючи дружину на вулиці, проходить повз, роблячи вигляд, що не помічає її. Бландіні тримається непривітно з усіма, але найбільше дістається її чоловікові. Крім того, вона часто прикладається до пляшки. Весь місто спостерігає за їх відносинами і співчуває Полю. Подружжя настільки ненавидять один одного, що готові навіть на вбивство. Нарешті, обидва не витримують і вирішують здійснити давно виношувані плани.
Одного разу Поль чує по радіо інтерв'ю з відомим адвокатом, стверджують, що в злочинах часто винні жертви, довели злочинців до вбивства. Поль відправляється до адвоката і під виглядом визнання в скоєному злочині випитує у адвоката метод вбивства, при якому Поль уникнув би покарання.
В цей же час Бландіні вирішує отруїти чоловіка і купує отруту в місцевій аптеці. Ввечері вона непомітно підсипає отруту у вино чоловіка, але тут же отримує удар кухонним ножем. Поль виходить на вулицю і здається поліції.
Аптекар, почувши, що у будинку Браконьєрів сталося вбивство, прямує туди, щоб повідомити поліції, що саме у нього Бландіні купила отруту, яким отруїла чоловіка. Але, побачивши, що вбивцею є Поль, аптекар випиває вино, що стоїть на столі, і вмирає від отрути.
Так з'ясовується, що Поля теж чекала смерть. Тому на суді йому вдається переконати суддів, що життя з дружиною було для нього нестерпне. Це підтверджують і інші городяни, і судді виносять виправдувальний вирок.